# Берт Лар
Берт Лар (англ. Bert Lahr, при рождении Ирвинг Лархайм (англ. Irving Lahrheim); 13 августа 1895 — 4 декабря 1967) — американский актёр и комик, наиболее известный по роли Трусливого Льва в знаменитой голливудской экранизации сказки Л. Фрэнка Баума «Волшебник страны Оз» (1939).

## Биография
Берт Лар родился в Нью-Йорке в семье еврейских иммигрантов из Германии. В 15 лет он бросил школу, чтобы посвятить себя выступлениям в водевилях. В 1927 году состоялся его бродвейский дебют, а в 1930-х он был уже довольно известен в театральных кругах Нью-Йорка, благодаря своим ролям в мюзиклах, среди которых «Держитесь все!» (1928-29), «Высокий полёт» (1930) и «Дюбарри была леди» (1939). Помимо театра Лар периодически появлялся и на большом экране, где триумфальным для него стал 1939 год, когда актёр исполнил роль Трусливого Льва в знаменитом мюзикле Виктора Флеминга «Волшебник страны Оз». Эта роль затмила всего его другие актёрские работы, и последующие годы Берт Лар довольствовался лишь небольшими появлениями на киноэкранах. Несмотря на это актёр продолжил свои успешные выступления на Бродвее, став в 1964 году лауреатом театральной премии «Тони», а с начала 1950-х стал частым гостем на телевидении.
Актёр дважды был женат. Брак с первой супругой, Мерседес Делпино, был аннулирован в 1940 году после того, как Лар был вынужден поместить её в психиатрическую клинику, в связи с её тяжелым нервным расстройством. В том же году актёр женился на Милдред Шрёдер, ставшей матерью его двоих детей, с которой оставался вместе до своей смерти  4 декабря 1967 года. Официальной причиной смерти была названа пневмония. В 1969 году его сын, театральный критик из «The New Yorker» Джон Лар, опубликовал о нём биографию — «Заметки Трусливого Льва — Биография Берта Лара».

## Награды
- Тони 1964 — «Лучшая мужская роль в мюзикле» («Фокси»)